# Бенчиле, Октав
Октав Бенчиле (рум. Octav Băncilă; 27 января 1872, с. Корни, вблизи Ботошани, Австро-Венгрия — 3 апреля 1944, Бухарест) — выдающийся румынский живописец. Художник-реалист, представитель демократического направления в румынском искусстве первой трети XX века.

## Биография
Остался сиротой в возрасте 4 лет, воспитывался в семье старшей сестры в Яссах, которая поощряла его талант и страсть к искусству. После окончания начальной школы в 1887—1893 обучался в Школе изящных искусств в Яссах (ныне Ясский университет искусств Джордже Энеску).
Получив стипендию для продолжения учёбы за границей, в 1894—1898 жил в Италии, Франции и Германии, обучался в Мюнхенской академии художеств, где его учителем был Николаос Гизис и школе А. Ажбе.
По возвращении пытался открыть свою студию в центре Ясс, но финансовые трудности заставили его осесть на окраине. О. Бенчиле начал писать картины, основными темами которых были: жизнь крестьян, заводских рабочих, обнищавших еврейских торговцев и ремесленников, солдат-призывников и кочевых цыган.
После 1901 года преподавал каллиграфию и эстетику в начальных школах города. Под впечатлением русской революции 1905 года вскоре стал социалистическим активистом, и знакомым лидеров-интеллектуалов Румынии, сторонников левых идей, в том числе Гала Галактиона. О. Бенчиле был сторонником коммунистических идей, но никогда не был членом Румынской коммунистической партии.

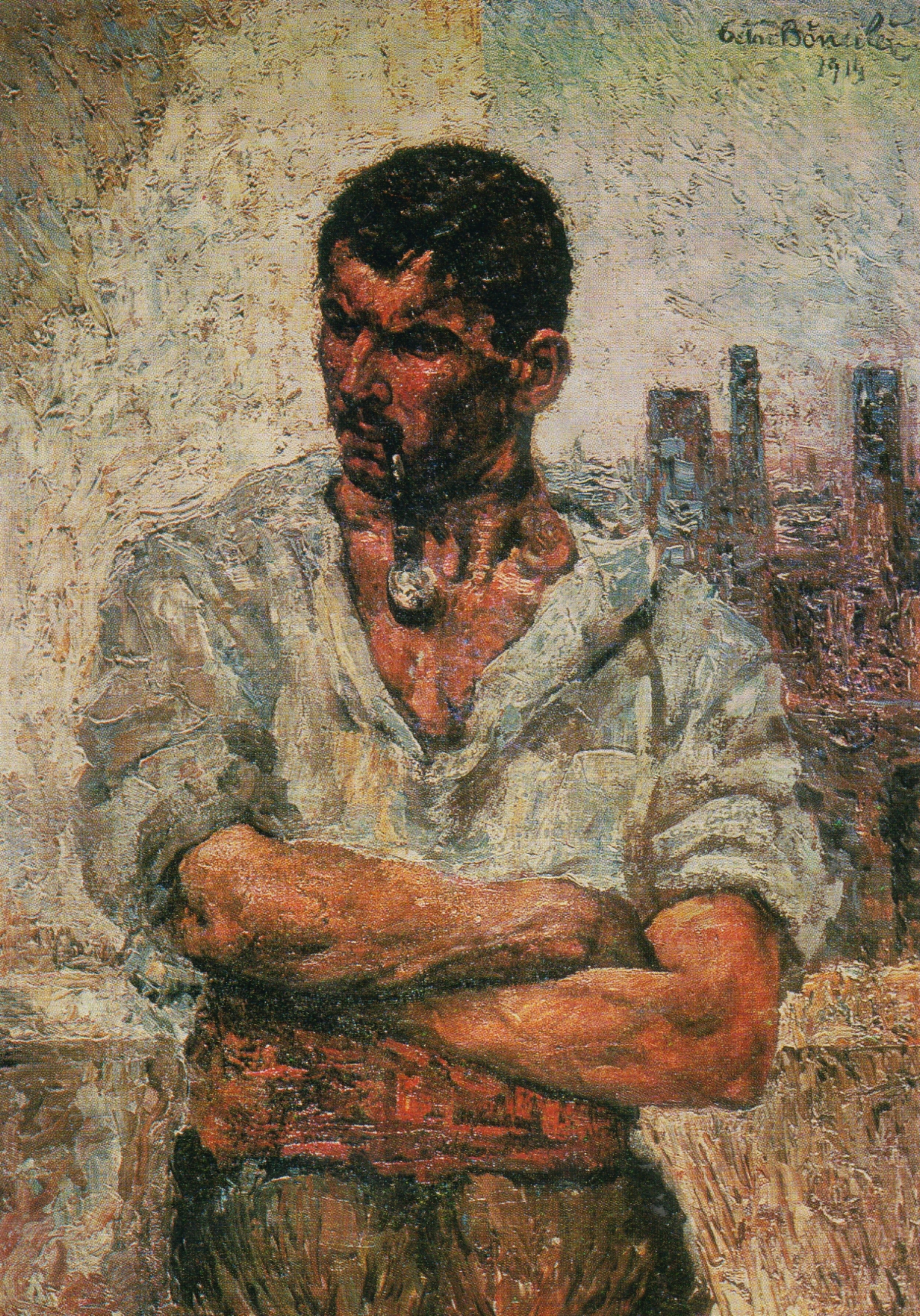
Рабочий

В 1907 году, после разгрома крестьянского восстания в Румынии, начал путешествовать по стране, пытаясь собрать доказательства правительственных репрессий и насилия. Результатом поездок стала серия, посвящённых крестьянскому восстанию из двенадцати картин («Перед восстанием» («Отчаяние»), «1907», «Братская могила» и др.). Его картины на темы крестьянского восстания 1907 проникнуты страстным социальным протестом.
После начала Первой мировой войны стал участвовать в пацифистском движении.
В 1916 году был назначен профессором в Школе изящных искусств в Яссах (должность, которую он сохранил до своей отставки в 1937 году). В 1919 был в числе основателей Партии тружеников, которая вскоре слилась с Крестьянской партией Румынии.
В своем творчестве Бенчиле отображал жизни крестьян и городских пролетариев, их освободительную борьбу: «Тоска по родине» (1891), «Эмигранты» (1904), «Рабочий, отдыхает» (1905), «Забастовщики» (1914), «Мир» (1916), «Рабочий» (1927).
О. Бенчиле выполнил также ряд портретов-типов («Старый портной», 1908, «Рабочий», 1911, — оба в Музее искусств Румынии, Бухарест).
В поздних произведениях О. Бенчиле теряется социальная острота, больше внимания художник уделяет созданию натюрмортов, пейзажей, жанровых картин.

## Галерея

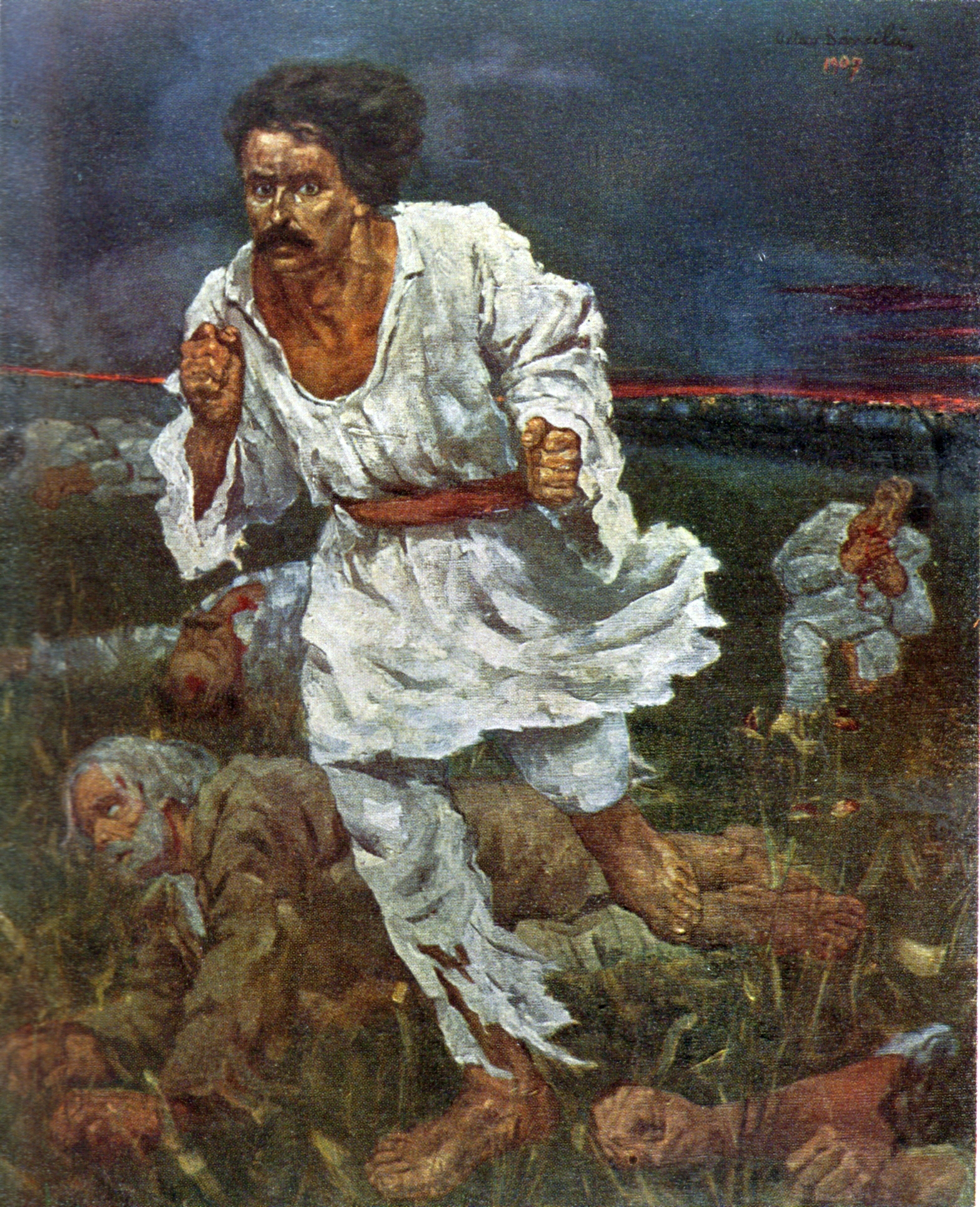
Фрагмент картины, посвящённой крестьянскому восстанию 1907 года, 1907
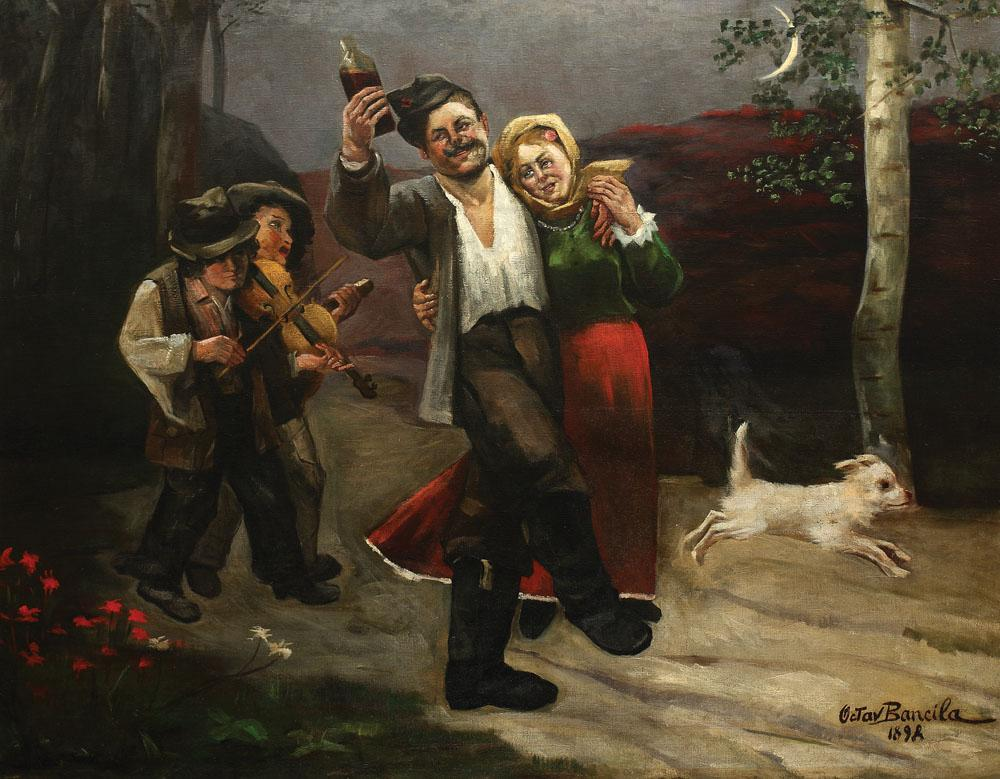
Завершение праздника, 1898
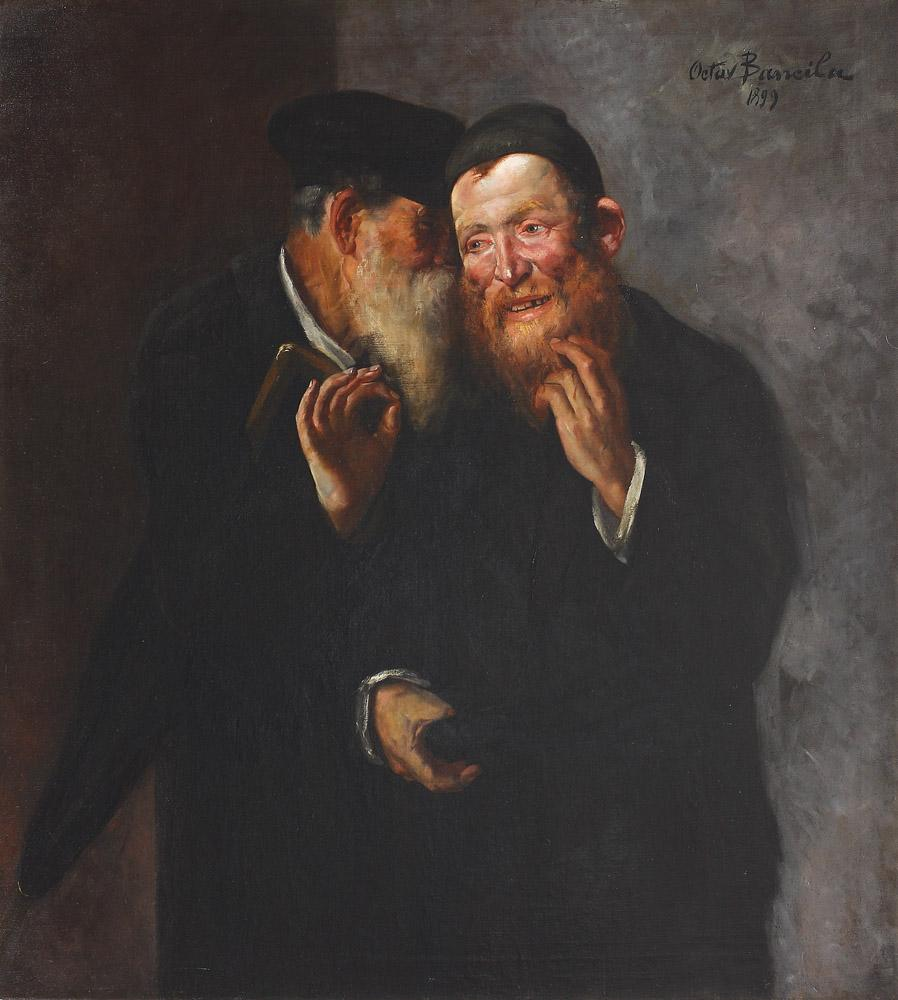
Удачная сделка, 1899
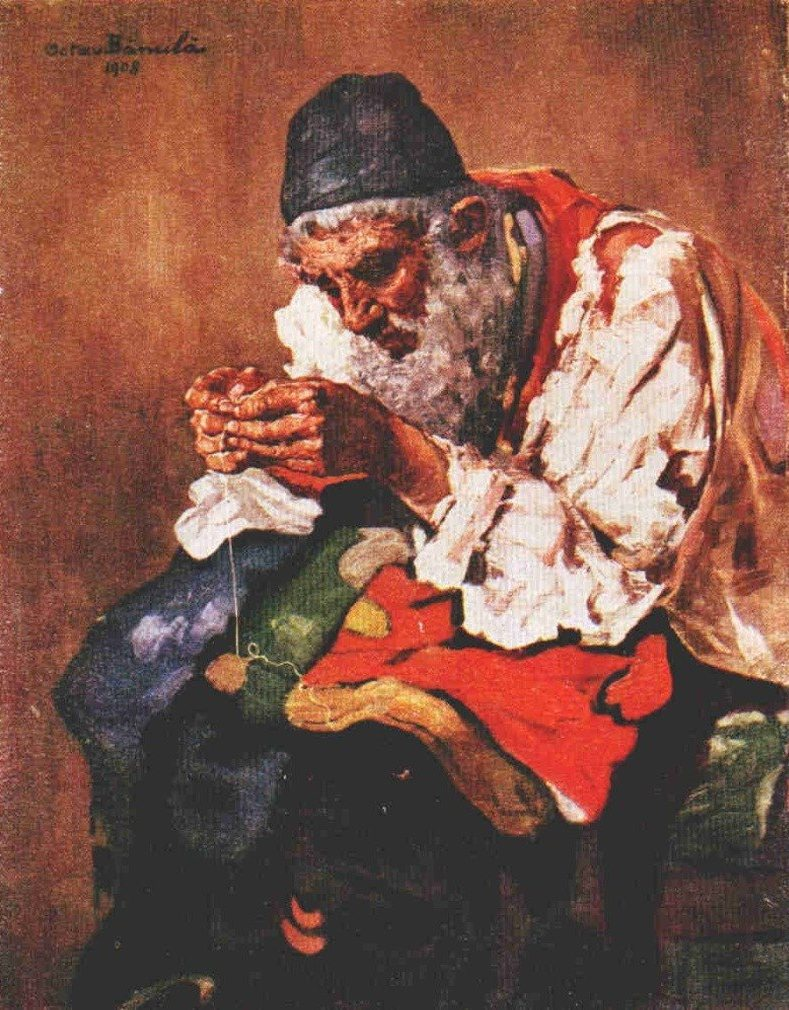
Старый портной, 1908
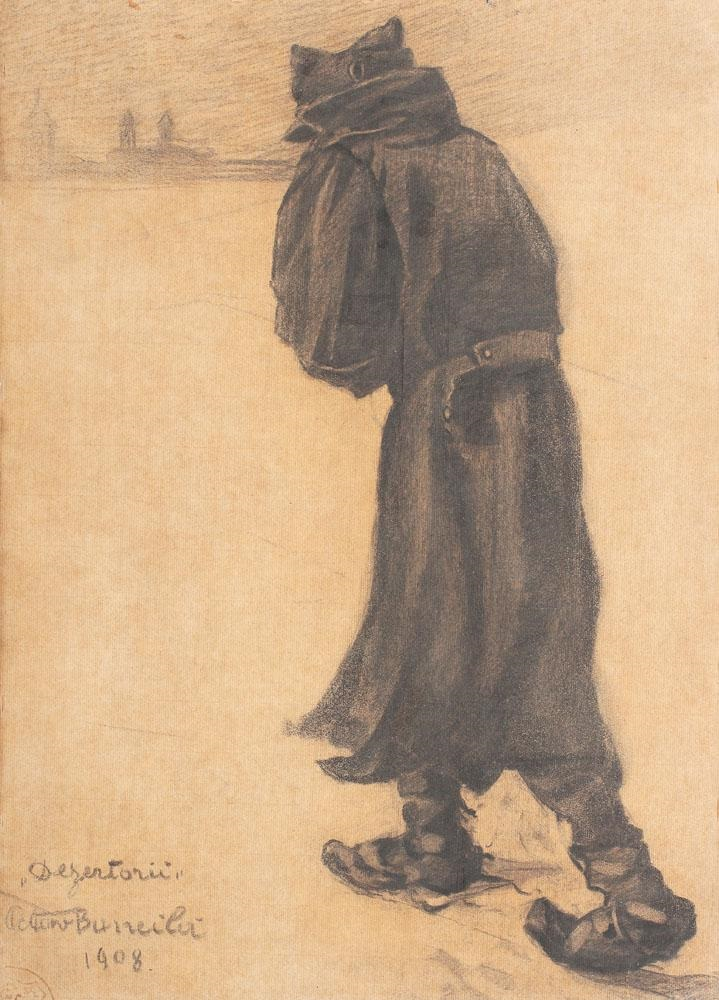
Дезертир, 1908
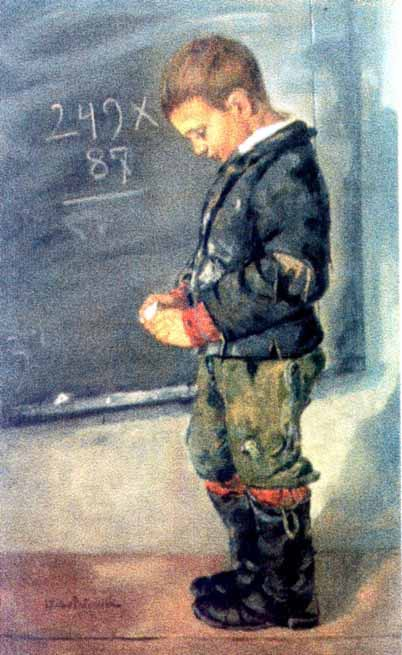
Ошибка с расчётах, 1909
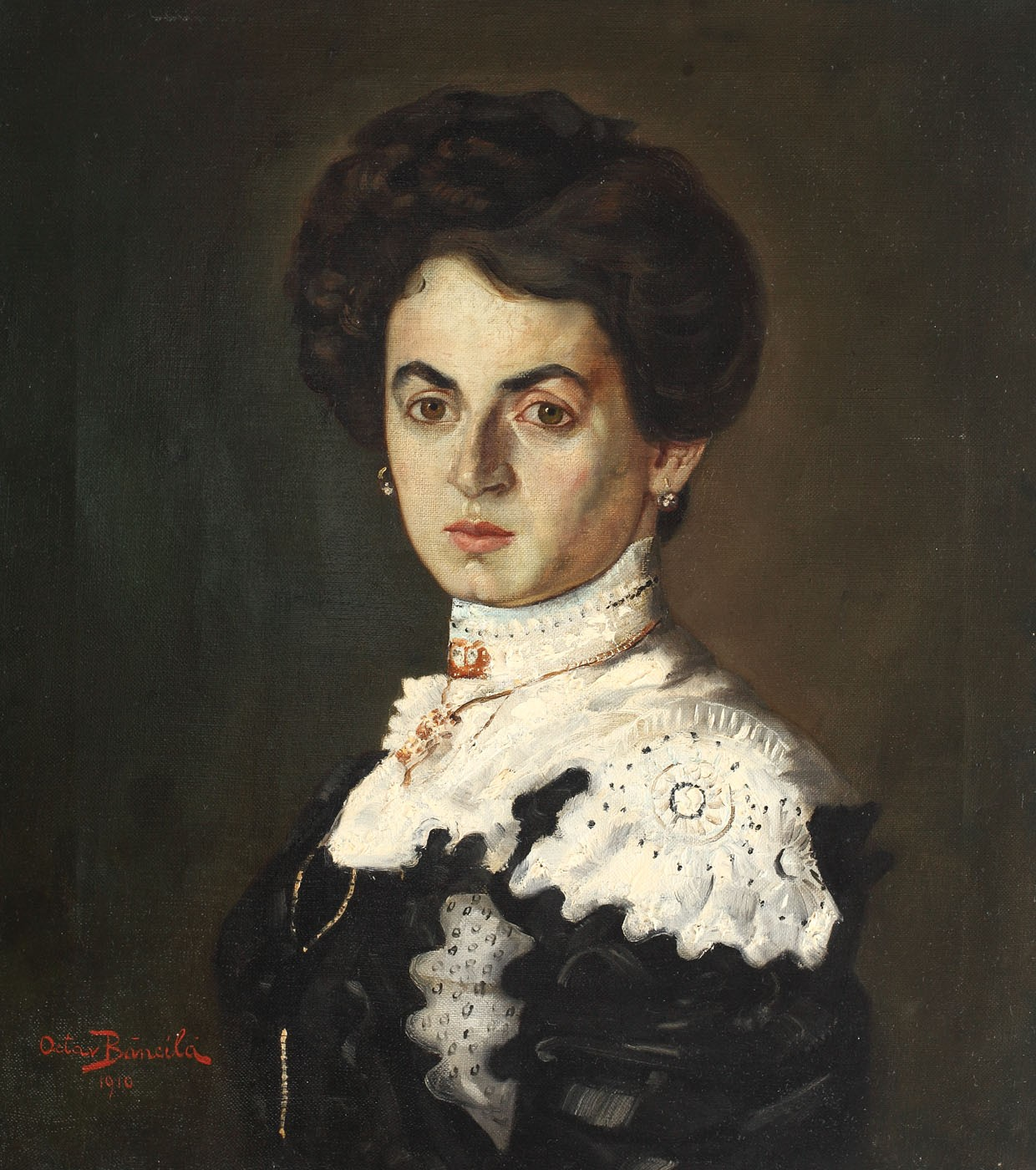
София Надежде (сестра художника), 1910
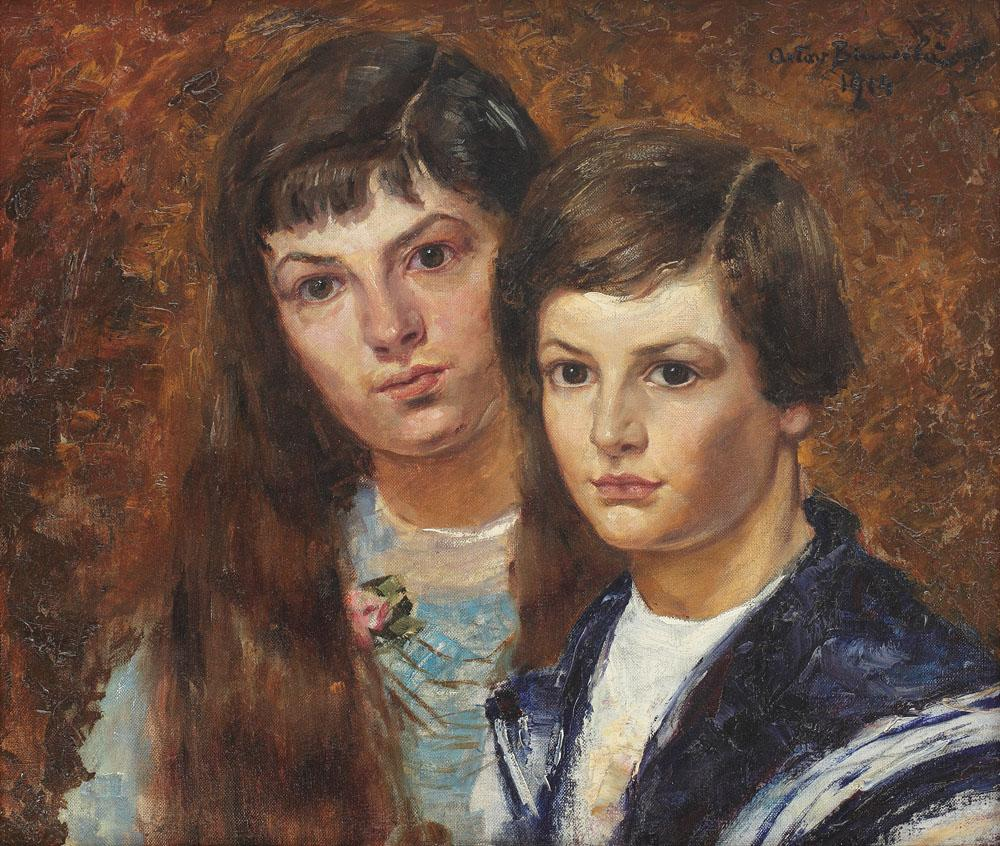
Дети художника, 1914
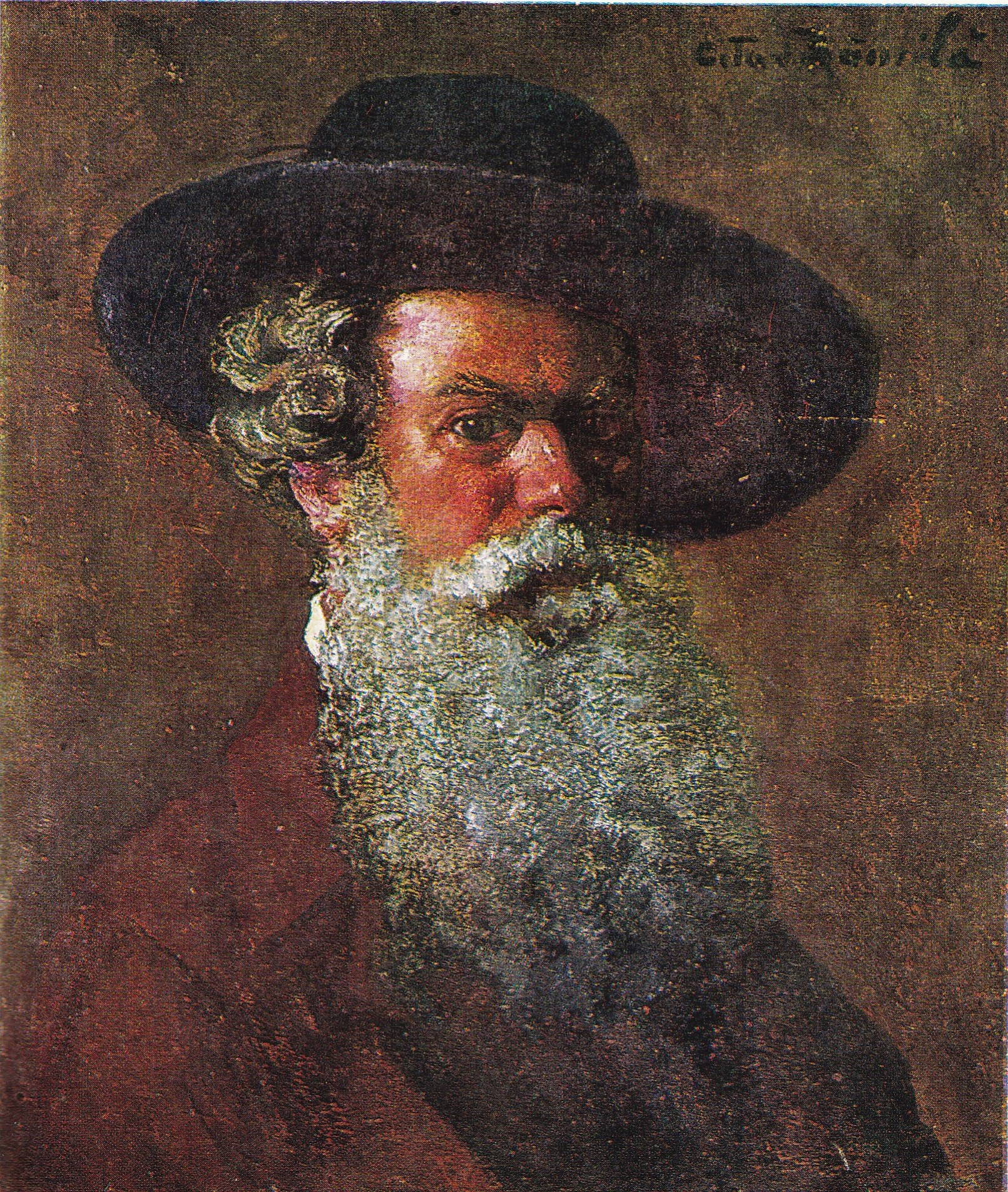
Автопортрет

## Память

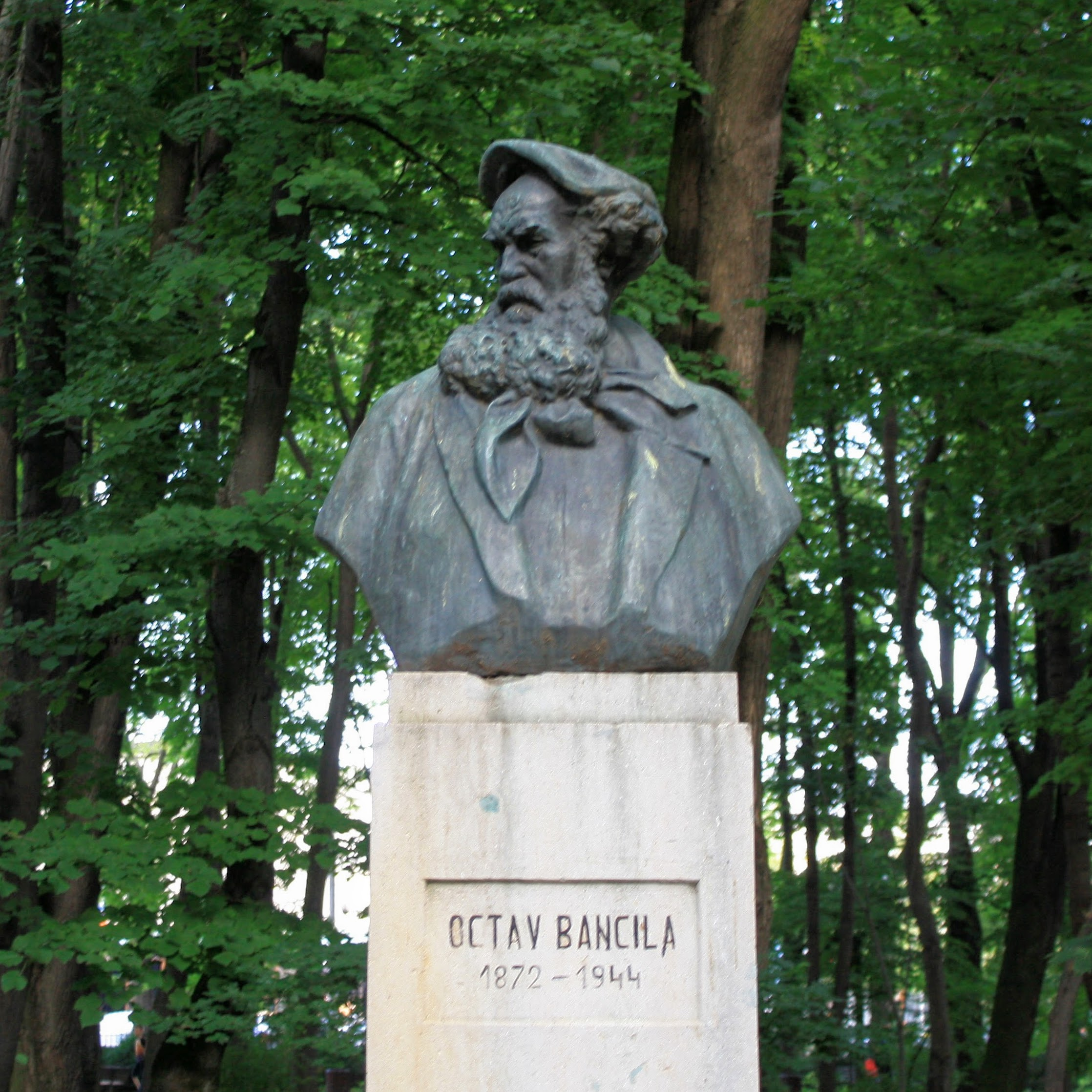
Бюст Бенчиле в Яссах. 1930 г.

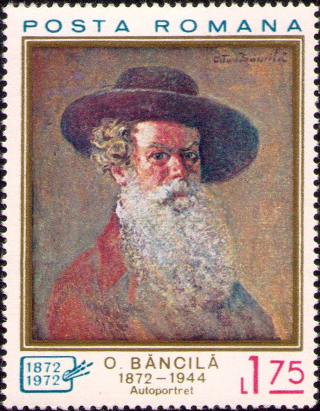

- Ныне имя Октава Бенчиле носят улицы многих городов Румынии (Бухарест, Ботошани, Васлуй, Галац, Клуж-Напока, Констанца, Сучава, Тимишоара, Чернаводэ, Яссы).
- Имя художника присвоено Национальному колледжу искусств в Яссах (Colegiul Național de Artă «Octav Băncilă»), нескольким школам.
- В Яссах в 1930 году был установлен прижизненный бюст Бенчиле.
- В 1972 почта Румынии выпустила почтовую марку, посвящённую творчеству О. Бенсиле.